# Deuteronomiumi történeti mű
Deuteronomiumi Történeti Műnek (rövidítve: DTM) a Deuteronomium, Józsué, Bírák, Sámuel első és második könyve és A királyok első és második könyve könyve összetett irodalmi egységét nevezik a bibliatudományban. Az eredetileg Martin Nothtól származó elmélet szerint a különálló történeti könyveket egy vagy több deuteronomista szerző, illetve szerkesztő kötötte egybe. A DTM Izrael történetének közel 700 évét öleli fel, a kánaáni honfoglalástól egészen a babiloni fogságig. A mű, koncepciója alapján vélhetően az i. e. 6. században keletkezett.

### A deuteronomista iskola és koncepciója
A Deuteronomiumon (Mózes 5. könyvén) kívül az ún. Tetrateuchusban (Genesis – Numeri / Mózes 1–4.), Józsué és a Bírák könyvében, 1–2 Sámuelben, 1–2 Királyokban, illetve egyes prófétai szövegekben is találhatók olyan szövegrészek, amelyek a Deuteronomium teológiai koncepcióját, illetve szóhasználatát tükrözik, és amelyeket emiatt a bibliatudomány egy ún. deuteronomista kör vagy iskola munkássága eredményének tart. Ezek szóhasználata, stílusa, témája és gondolkodásmódja vitathatatlanul hasonló. Ugyanakkor a Biblia-kutatók körében kiterjedt vita folyik arról, hogy a redakciót ki vagy kik hajtották végre, illetve, hogy beszélhetünk-e irodalmi egységről. Bár a héber kánon szerint a Deuteronomium Mózes ötödik könyve, azaz a Tórát lezáró könyv, ha figyelembe vesszük a Józsué történetébe átvezető elemeit, és a későbbi könyvek utalásait is a deuteronomiumi törvényekre, akkor azt fedezhetjük fel, hogy a Deuteronomium nem csak a Pentateuchus részeként értelmezhető, hanem egy másik egységhez is tartozhat: a Deuteronomiumi Történeti Műhöz.
A DTM babiloni fogság előtti formájának megszerkesztése Jósiás kultuszreformjához (i.e. 622) kapcsolódó deuteronomista kör munkája lehetett, és a kultusz legitimációjaként szolgálhatott. Jósiás területi hódításait és a deuteronomiumi törvény bevezetését a kezdetekre vezette vissza, és ezáltal legitimálta ez a szerkesztés. A jeruzsálemi Szentély i.e. 586-os pusztulása és a júdai vezető réteg Babilonba, azaz a babiloni fogságba hurcolása új fénybe helyezte a DTM-et. A fogság alatt átdolgozták a Deuteronomiumot, értelmezték és kiegészítéseket fűztek hozzá. A katasztrófára kerestek magyarázatot, és Izrael bűnösségében találták meg a választ: az Örökkévaló parancsait nem tartotta be a nép, és emiatt büntetésképpen idegen népek elnyomása alá került. Az elmélet szerint a fogság után a Deuteronomiumot kiemelték a DTM egységéből és a Tetrateuchushoz kapcsolták, így jöhetett létre a Pentateuchus.
A deuteronomista redakció jellegzetes istenneve a ‘JHWH, a te Istened’, a parancsok elbeszélésénél előforduló szópár a ‘megtartod és teljesíted’, Egyiptomra pedig úgy emlékezik, mint a ‘szolgaság háza’. Teológiai üzenetét a Deut 7:11–13 foglalja legjobban össze: “Tartsd meg tehát azokat a parancsolatokat, rendelkezéseket és törvényeket, amelyeket én parancsolok ma neked, és teljesítsd azokat! Ha tehát hallgattok ezekre a törvényekre, ha megtartjátok és teljesítitek azokat, akkor az ÚR, a te Istened is hűségesen megtartja azt a szövetséget, amelyre esküt tett atyáidnak. Szeretni fog, megáld és megsokasít téged…” (RÚF)
A DTM forrásai között voltak hivatalos feljegyzések a királyság idejéből, nem hivatalos, azaz irodalmi céllal készült történeti leírások, szájhagyomány útján megőrzött történetek még az államalapítást megelőző korból (anekdoták, mondák hősökről, kultikus mondák, prófétákról szóló elbeszélések).

### Elméletek a DTM létrejöttéről
M. Noth szerint a DTM irodalmi és gondolati egység, amely Izrael történetét beszéli el, az állandóan engedetlenkedő nép történetét. Elméletét az Überlieferungsgeschichtliche Studien (1943) című művében fejti ki. Noth szerint egy szerzője volt a Deuteronomiumi Történeti Műnek, nem gyűjtő vagy redaktor alkotta. A deuteronomista szerző nem csupán összerakta a dokumentumokat, és elsimította az összerakás helyeit és a szövegben felmerülő ellentéteket, hanem a saját mércéje szerint alakította a történetet, és értékelte azt. Egyértelműen kivehető a sztereotipikus nyelvezet. A rövid megjegyzések hosszú beszédekkel vannak párosítva, amelyek a történetek fordulópontjainál kerültek behelyezésre (Józs 1, 23; 1Sám 12; 1Kir 8), továbbá számos reflexió (Józs 12; Bír 2:11; 2Kir 17:7) színesíti a szöveget. Teológiája, beszédei és a kronológiai keret adnak nagy egységet a DTM-nek.
Angol nyelvterületen elterjedt az ún. blokkmodell teória, amely kapcsán F. M. Cross nevét kell kiemelnünk. Ez a modell főképpen a Királyok könyvének analízisére támaszkodik. Valószínűnek tartja, hogy a DTM-nek volt egy fogság előtti kiadása, majd a fogság után egy új szerkesztett változata. A fogság előtti deuteronomista szerző Jósiás reformját támogatja, kiemeli Dávid király személyét és a háza fennmaradására adott isteni ígéretet. A mű hangneme optimista a királyi ház fennmaradásával kapcsolatban. F. M. Cross megfigyelte, hogy a Királyok könyvében Júda utolsó négy királyának keretformulái különböznek, és két teológiai természetű téma vonul végig a művön. Egyfelől Jeroboám bűne és az északi királyság gonoszsága, ennek tetőpontja Szamária (Somron) bukása (2Kir 17), másfelől pedig Dávid hűsége és a neki adott isteni ígéret házának fennmaradásáról, ennek tetőpontja Jósiás uralma, és az ő kultuszreformja egyenlő a Dávidnak tett ígéret beteljesülésével.
Számos további elméletet állítottak fel a DTM rétegeinek kibogozására, ilyen például a rétegmodell és a kompromisszum modell. A mai napig nem alakult ki általános konszenzus a DTM rétegeiről, így újabb és újabb elméletek születnek.

### Bibliatudományi viták
Martin Noth elméletével kapcsolatban számos kutató fogalmazott meg kritikát. Vajon mi volt a szándéka a szerzőnek? Miért vállalkozott ilyen hatalmas történeti mű megírására? A királyság intézményének történetéről szól, azt kívánja bemutatni, vagy csak a Pentateuchus időrendi folytatása? R. Smend a deuteronomista redakció egységes voltát és a Deuteronomiumi Történeti Mű egységét is megkérdőjelezi. Véleménye szerint különösen a prófétai és a legiszlatív (törvénykezési) redakcionális részek ütnek el egymástól. W. Dietrich és T. Veijola a DTM-ben történeti, prófétai és legiszlatív rétegeket különböztetnek meg. A kutatók álláspontja továbbra sem egységes azzal kapcsolatban, hogy képez-e valódi irodalmi egységet a Deuteronomiumi Történeti Mű vagy sem.